# 올 이즈 로스트
《올 이즈 로스트》(All Is Lost)는 2013년 공개된 캐나다와 미국의 액션 드라마 영화이다. 영어 대사가 51 단어만 나온다. 로버트 레드퍼드가 주연하였으며, 이 영화를 통해 제71회 골든 글로브상 드라마 영화 부문 남우주연상 후보에 올랐다.

## 줄거리
한 남성이 인도양을 항해하던 중 표류하던 컨테이너가 부딪혀오면서 선체에 구멍이 난다. 남성은 갖은 임시방편을 동원해 수리에 들어가고 어느 정도 보수에 성공한다. 하지만 바닷물이 침식해 해상용 VHF 무선송수신기가 불통이 된 가운데 곧 열대폭풍에 휘말리면서 생존을 위한 사투가 시작된다.

## 출연
- 로버트 레드퍼드 - 남자 역

## 같이 보기
- 생존 영화